# Phare de Planier
Le phare de Planier est un phare en haute mer, situé sur l'île de Planier au large de Marseille.
Inscrits aux monuments historiques par arrêté du 2 septembre 2002, le phare, ses annexes et l'île de Planier sont ensuite classés par arrêté du 13 septembre 2012.
Les récifs, à peine immergés, qui entourent l'îlot ont été à l'origine de nombreux naufrages (comme celui du Chaouen).
L'important trafic maritime de Marseille imposera la construction de phares toujours plus hauts dans cette zone.

## Historique

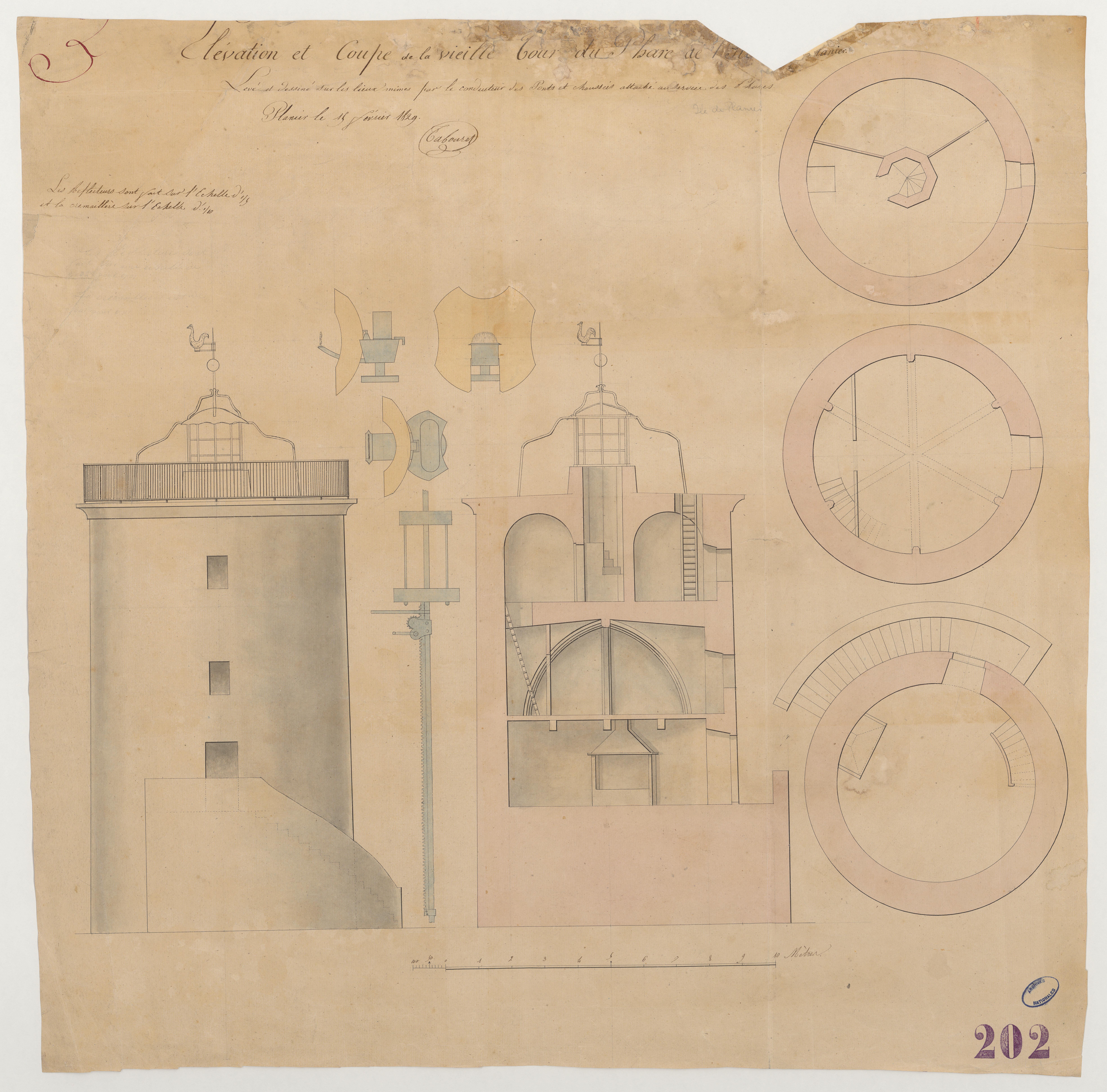
Ancienne tour du phare de l'île Planier en 1829.

Le nouveau phare de l'île Planier construit en 1829.

Dès 1320, Robert d'Anjou fit bâtir une tour à feu. 
En 1774, une tour cylindrique en pierres de 5,85 m de diamètre et de 9 m est reconstruite (élévation de 13 m au-dessus de la mer). Le feu de bois est remplacé  par un feu réverbère de 14 lampes à huile (Tourtille-Sangrain).
En 1829, le phare est remplacé par une autre tour cylindrique en pierre de taille de 36 m de hauteur (40 m au-dessus de la mer). C'est un feu de premier ordre à éclats longs blancs toutes les 30 secondes. 
En 1881, il est de nouveau remplacé par une nouvelle tour cylindrique en pierre de taille de 59 m de hauteur (63 m au-dessus de la mer). C'est un feu électrique, 3 éclats blancs séparés par un éclat rouge. Il est détruit en août 1944 par les troupes allemandes.

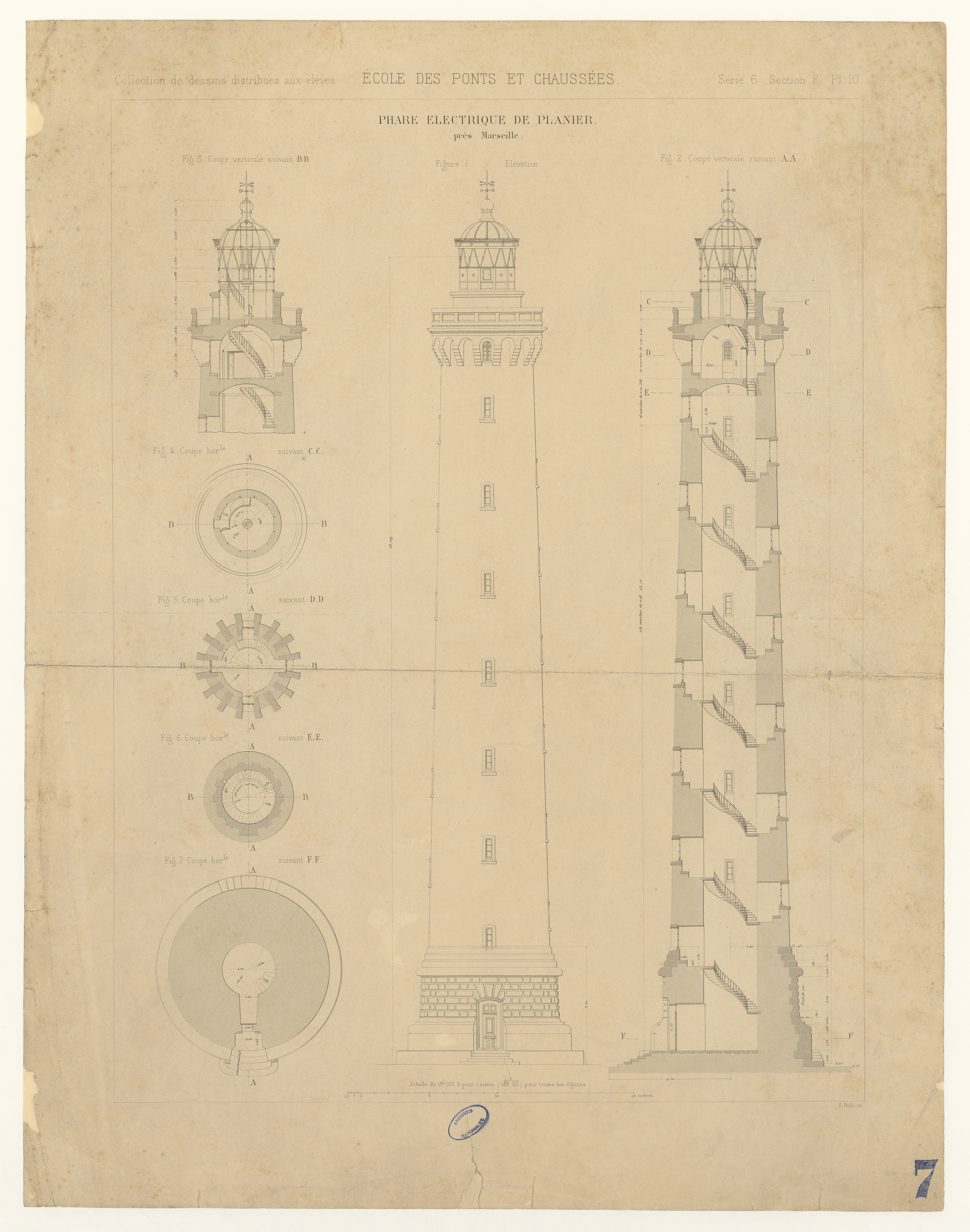
Le phare électrique de Planier, à la fin du XIXe siècle.

En 1945 un feu provisoire est installé sur un pylône. En 1947, les travaux du nouveau phare et des bâtiments annexes commencent. Le phare actuel est allumé en 1959. L'ensemble est conçu dans un style d'architecture inédit imaginé par les architectes Arbus & Crillon.

## Phare actuel

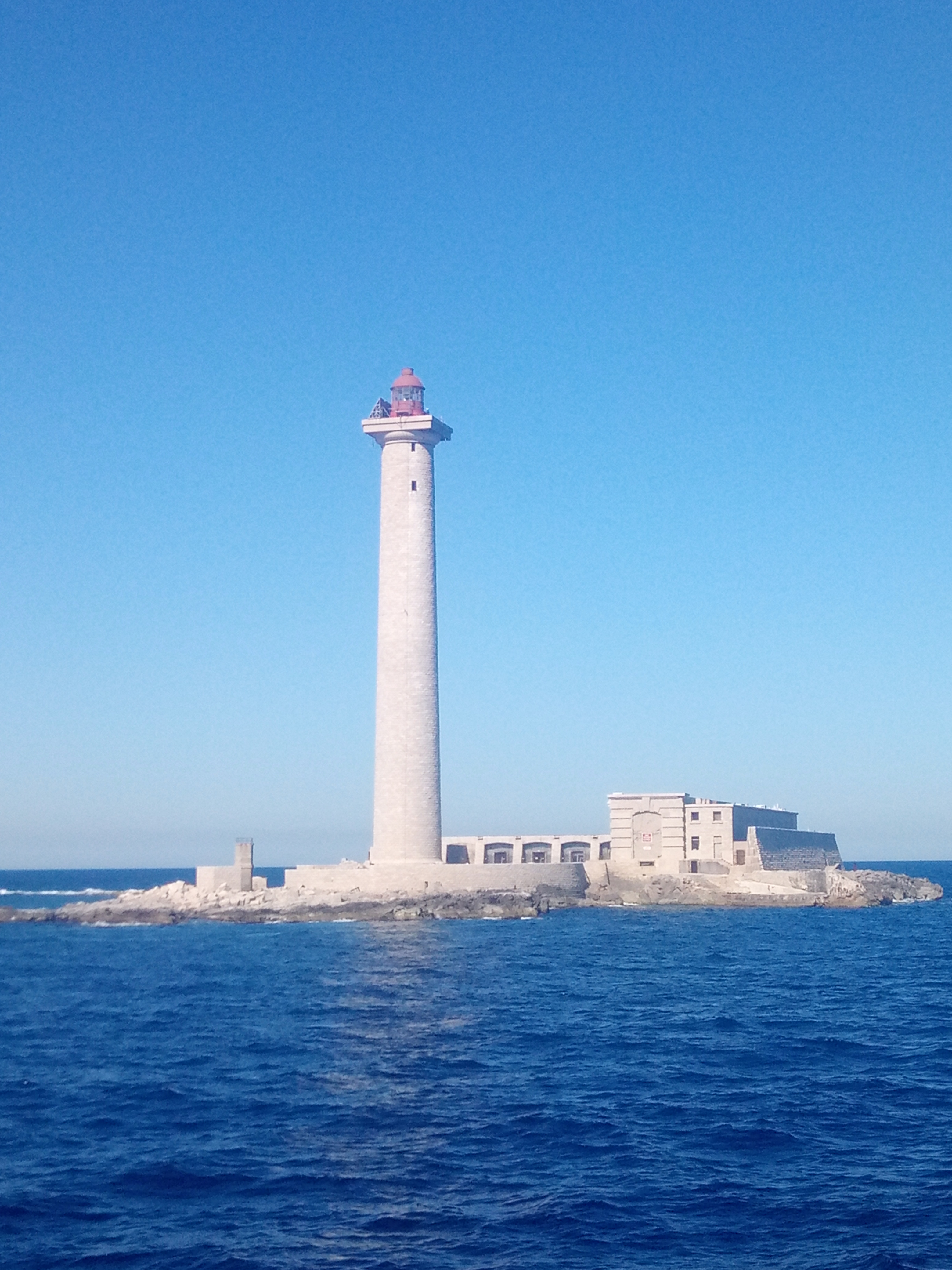
Le phare et ses bâtiments annexes

Le phare de Planier est une tour cylindrique en pierre de taille avec une plateforme carrée portant la lanterne. De grands bâtiments annexes, sur deux niveaux, abritent  les logements de gardiennage et les locaux techniques. 
Il dispose d'une ancienne sirène à 3 cornets. Depuis août 1959, c'est un feu à éclat blanc toutes les 5 secondes. 
Il est automatisé depuis 1986.
À l'occasion des 30 ans de l'émission Thalassa, le phare est mis à l'honneur parmi 30 autres et Florence Arthaud en est la marraine.
Plusieurs projets de réinvestissement du phare et de ses bâtiments annexes ont été imaginés depuis son automatisation et le départ du centre de plongée en 1998, mais aucun n'est aujourd'hui soutenu par les collectivités. Entre autres, des appartements d'artistes, un centre pédagogique, une auberge de plongée et une station scientifique ont été évoqués, sans jamais dépasser le stade d'idée.